# Corbones

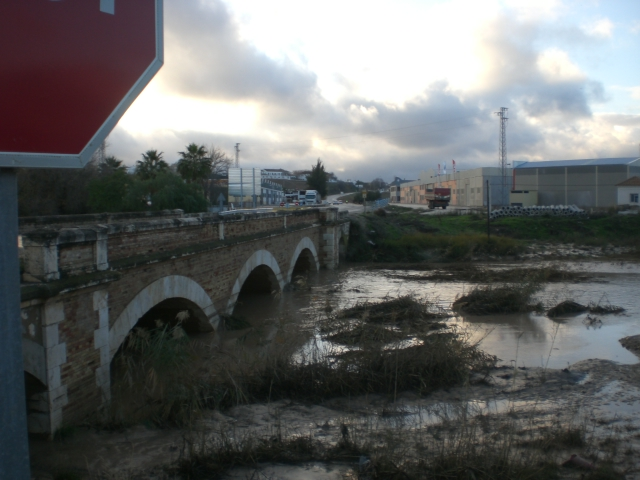
Il Corbones in piena a La Puebla de Cazalla

Il Corbones è un fiume della Spagna meridionale, uno degli ultimi affluenti importanti, insieme al Guadaíra, del Guadalquivir, dalla sinistra idrografica. Con un'orientazione nordovest, drena un ampio e variegato bacino in cui si trovano abitati importanti come La Puebla de Cazalla, Marchena e Carmona. È lungo 177 km.

## Geografia
Il Corbones nasce in provincia di Malaga, nelle vicinanze della località La Atalaya, appartenente al comune di Cañete la Real, ai piedi delle Sierras de Blanquilla, Mollina y de los Borbollones, vicino alla Sierra del Tablón dove nasce il Guadamanil da cui lo separa uno spartiacque che, in questo punto, raggiunge i 1.100 metri sul livello del mare. La lunghezza totale è di 177 km, con un dislivello di 780 m ed il bacino occupa una superficie di 1.826 km², quasi completamente nella provincia di Siviglia, con la sola eccezione della zona della sorgente, dove interessa anche per un breve tratto la provincia di Cadice. La confluenza con il Guadalquivir si situa di fronte alla località di Alcolea del Río.
I suoi affluenti, nessuno dei quali di eccessiva importanza, sono, da destra l'Arroyo del Salado del Término, a cui si unisce l'Arroyo Salado de la Jarda, che, a sua volta, riceve l'Arroyo del Peinado. Da sinistra riceve, per prima cosa le acque del Río de la Peña e, già in piena Campiña, l'Arroyo del Galapagar.
Oltre ai menzionati affluenti vi sono anche, lungo tutto il corso del fiume, altri torrenti e ruscelli che contribuiscono alla portata del fiume.
Il Corbones attraversa, lungo il suo corso, il territorio dei comuni di Ronda, Cañete la Real, Olvera, El Saucejo, Algámitas, Villanueva de San Juan, Osuna, La Puebla de Cazalla, Marchena, Carmona, Alcolea del Río e Villanueva del Río y Minas.
La maggiore resistenza all'erosione fa sì che, mentre la sponda sinistra mantiene una scarpata notevole, che arriva ll'altezza di Marchena, la sponda destra si apre in una valle alluvionale sempre più ampia, mentre il letto del fiume forma numerosi meandri che rallentano il flusso.
Nel suo corso dalla comarca del Guadalteba, dove nasce, il Corbones attraversa la comarca della Sierra Sur per concludere il proprio corso nella comarca della Campiña de Carmona.
Questa differenziazione influisce sui processi erosivi. Così, le scarse pendenze ed i rilievi poco accidentati del basso corso nella Comarca della Campiña, non presentano grande importanza, mentre quando attraversa la Comarca della Sierra Sur Alta, presenta uno dei maggiori livelli di suscettibilità all'erosione di tutta la provincia di Siviglia, sia per intensità che per estensione.

### Schema
| Sponda sinistra                | Sponda sinistra            | Sponda sinistra      | Sponda destra | Sponda destra                                                 | Sponda destra |
| Affluenti                      | Div. amm.                  | Comuni               | Comuni        | Div. amm.                                                     | Affluenti     |
| ------------------------------ | -------------------------- | -------------------- | ------------- | ------------------------------------------------------------- | ------------- |
|                                | Malaga                     | Ronda                | Ronda         | Malaga                                                        |               |
| Cañete la Real                 | Malaga                     |                      |               | Malaga                                                        |               |
| Cadice                         | Olvera                     | Cañete la Real       |               | Malaga                                                        |               |
| Malaga                         | Cañete la Real             | Cañete la Real       |               | Malaga                                                        |               |
| Malaga                         | Cañete la Real             | El Saucejo           | Siviglia      |                                                               |               |
| Siviglia                       | Algámitas                  | El Saucejo           | Siviglia      |                                                               |               |
| Siviglia                       | Algámitas                  | Arroyo del Membrillo | Siviglia      | Villanueva de San Juan                                        |               |
| Siviglia                       | Villanueva de San Juan     |                      | Siviglia      |                                                               |               |
| Siviglia                       | Villanueva de San Juan     | El Saucejo           | Siviglia      |                                                               |               |
| Siviglia                       | El Saucejo                 |                      | Siviglia      |                                                               |               |
| Siviglia                       | El Saucejo                 | Osuna                | Siviglia      |                                                               |               |
| Siviglia                       | Villanueva de San Juan     | Osuna                | Siviglia      |                                                               |               |
| Siviglia                       | La Puebla de Cazalla       |                      | Siviglia      |                                                               |               |
| Siviglia                       | Arroyo de Río Frío         | Marchena             | Marchena      | Arroyo del Salado                                             |               |
| Siviglia                       | Arroyo de Galapagar        | Carmona              | Carmona       | Arroyo de la Aljabare Arroyo de Matasanos Arroyo del Masegoso |               |
| Siviglia                       |                            | Carmona              | Siviglia      | Alcolea del Río                                               |               |
| Siviglia                       | Villanueva del Río y Minas |                      | Siviglia      | Alcolea del Río                                               |               |
| Confluenza con il Guadalquivir |                            |                      |               |                                                               |               |